# 178 Bottles, 1 Message
178 Bottles, 1 Message is een artistiek kunstwerk in Amsterdam Westpoort.
Het is een creatie van Lieuwe Martijn Wijnands en Saskia Hoogendoorn, werkend onder Art & Design Tijdmakers. Het is gemaakt in 2014 en bestaat uit Ledverlichting en staal. 

De kunstenaars lieten zich inspireren door de nationaliteiten die in dat jaar vertegenwoordigd waren in Amsterdam. Zij worden weergegeven door 178 plastic flessen. Ook worden woorden van Floor Wibaut, oud-wethouder van de stad, weergegeven:
Er is maar één land: de aarde
Er is maar één volk: de mensheid
Er is maar één geloof: de liefde.
Die laatste is het meest vertegenwoordigd in het beeld; tijdens de nacht wordt de Ledverlichting geplaatst in de flessen ontstoken. 
Het hart staat op een wereldbol, waarop de vlaggen van de desbetreffende landen worden weergegeven. Het geheel staat op een grote boei een zogenaamde uiterton; laatste baken voor open zee dan wel eerste baken voor rustiger vaarwater. 
Het maakte in 2015 deel uit van het Amsterdam Light Festival, waarbij het in de Binnen Amstel stond; het stukje Amstel ter hoogte van de Stopera. De opdrachtgever was de gemeente Amsterdam. Na het festival maakte het een uitstapje naar Brussel om vervolgens terug te keren naar Amsterdam. Het werd in 2016 geplaatst op het Orlyplein nabij Station Amsterdam Sloterdijk.
Een jaar later volgde 195 Bottles, 1 Message voor Bangkok.

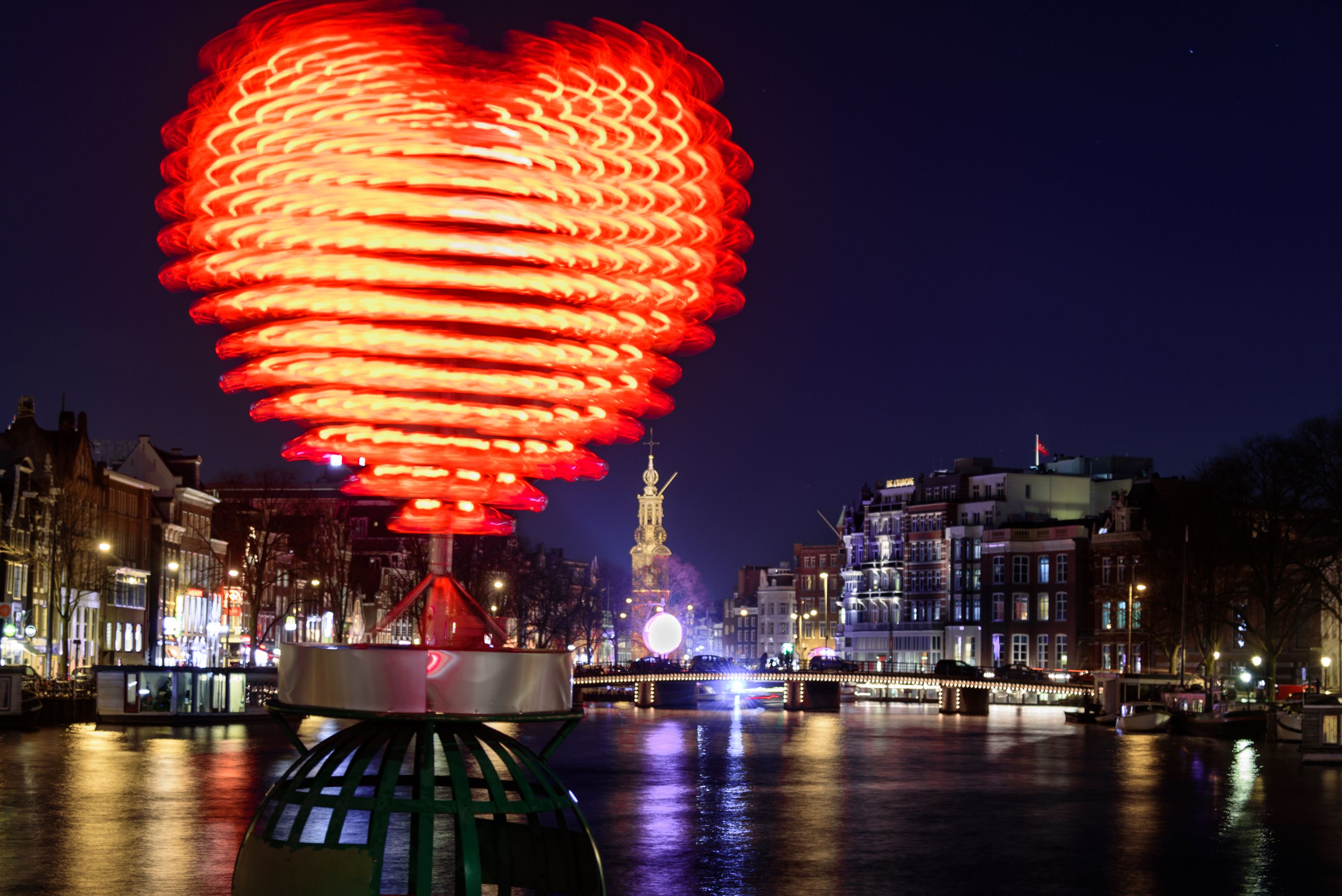
178 Bottles, 1 Message in 2015 tijdens festival.